# Андреевка (Бориспольский район)
Андре́евка (укр. Андріївка) — село, входит в Бориспольский район Киевской области Украины.
Население по переписи 2001 года составляло 169 человек. Почтовый индекс — 08371. Телефонный код — 4495. Занимает площадь 0,81 км². Код КОАТУУ — 3220886702.

## Местный совет
08323, Киевская обл, Бориспольский р-н, с. Сеньковка, ул. Ленина, 5